# 台中市公車281路
台中市公車281路目前主線行駛自綠空鐵道不繞經烏日、新烏日火車站到霧峰農工，副線行駛自新建國市場(1號門)繞經烏日、新烏日火車站到霧峰農工，由中台灣客運營運。自10月7日起部分班次延駛至朝陽科大

## 歷史

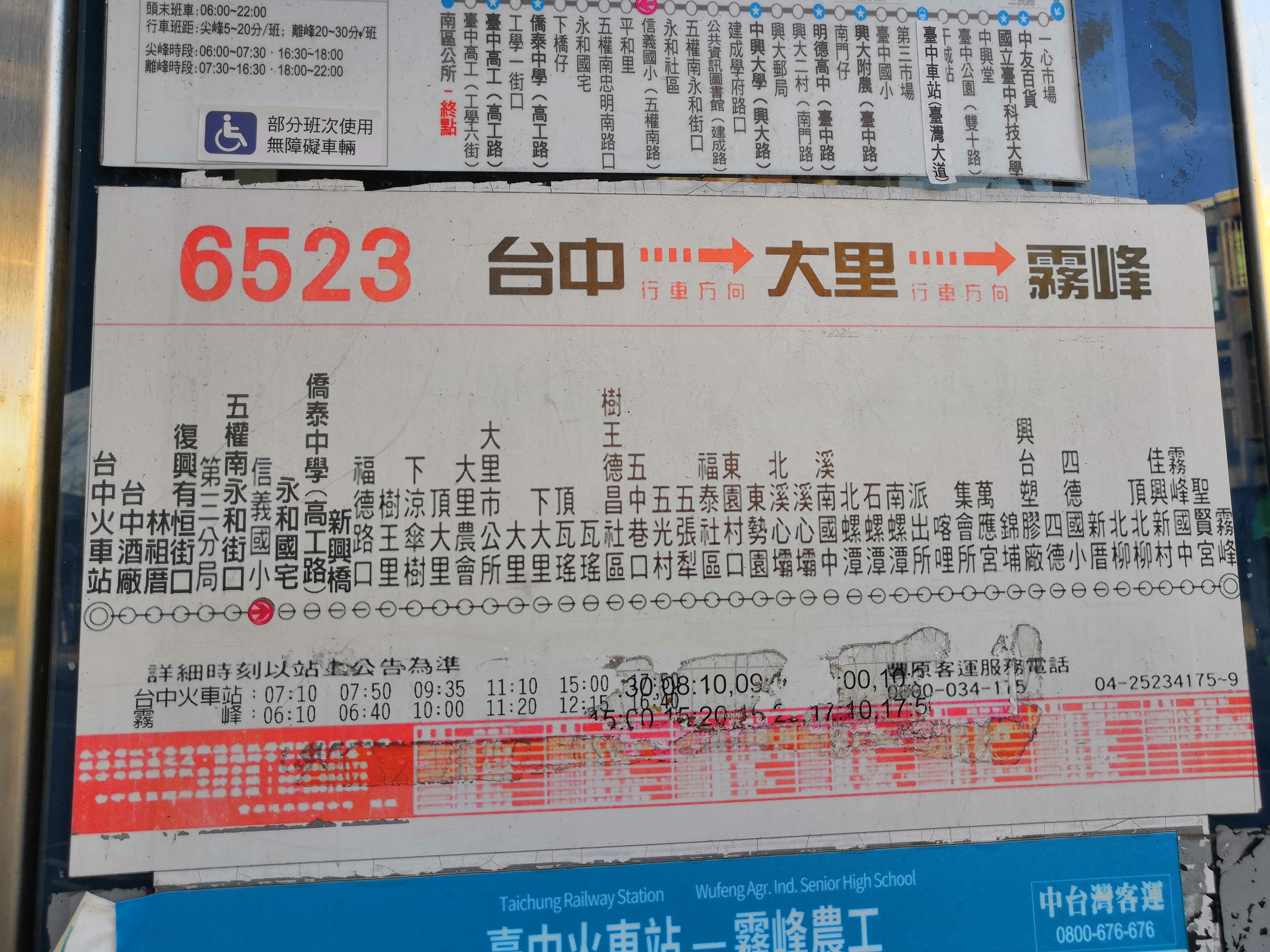
台中市公車281路前身-公路客運6523路路線圖。

- 2009年6月1日：因公路總局統一公路客運路線編號[2]，豐原客運將自訂編號 20 路改號為 6523 路。
- 2013年1月1日：公路客運 6523 路（臺中火車站—霧峰國小）撥移為市公車 281 路。
- 2013年8月30日：轉讓給中台灣客運接續行駛，並延長、改變線路（干城—霧峰農工）、增加班次至32班（原為12班）。[3][4]
- 2014年4月15日：增加停靠「水牛城」站，另「教育廳」站更名為「教育部國教署」，並調整部分發車時間。[5]
- 2015年1月15日：增開「281路副線」繞駛至五光國小，其行駛動線見路線基本資料，副線沿途增停「五光國小」、「烏日停車場」、「光德國中」、「九張犁」、「明道花園城」、「明道中學」、「烏日橋」、「中和紡織」、「中山五光路口」、「烏日」、「烏日區公所（新興路）」、「五光公園三街口」、「五光復光六巷口」、「五光復光五巷口」、「五光復光四巷口」等15站。
- 2015年3月20日：副線增設「前竹社區」站。[6]
- 2015年6月1日：主線調整發車時刻，增班為41班（原為34班）。
- 2015年7月31日：主線與副線皆將「佳興新村」往霧峰國中方向站牌往東遷移約60公尺。
- 2016年3月1日：副線繞經新烏日火車站，並調整行駛動線。原行駛「中山路－三民街－新興路」改為「中山路－高鐵東路－高鐵六路－高鐵東二路－高鐵二路－中山路－新興路」
- 2016年12月20日：調整主線假日發車時刻。[7]
- 2021年11月25日：副線因前竹重劃區工程封路改行駛環中路。
- 2022年10月7日：調整主線發車時刻及部分班次延駛至朝陽科技大學。
- 2023年1月23日：因應LaLaport台中開幕及新建國市場周邊交通環境變化，試辦行駛動線調整：取消停靠「新建國市場(1號門)」、「秀泰廣場」、「自由進德路口」、「自由富台東街口」、「立體停車場(自由路)」、「干城站」等站，並增加停靠「臺中車站(大智北路)」，去程增加停靠「新時代購物中心」站、「大智忠孝路口」站、「新建國市場(3號門)」站。
- 2023年2月8日：進行行駛動線調整，往新建國市場方向：取消停靠「帝國製糖廠(南向)」、「秀泰廣場」、「自由進德路口」、「自由富台東街口」、「立體停車場(自由路)」、「干城站」等站，並增加停靠「臺中車站(大智北路)」，增加停靠「新時代購物中心」站、「大智忠孝路口」站、「建成大振街口」站、「新建國市場(6號門)」站、「新建國市場(1號門)」站，終點站為「帝國製糖廠」；往霧峰農工方向：取消停靠「自由進德路口」、「自由富台東街口」、「立體停車場(自由路)」、「干城站」等站，增加停靠「臺中車站(大智北路)」站，起點改為「帝國製糖廠」。
- 2023年2月13日：調整281主與281延平日發車時刻
- 2023年3月1日：考量五權南路-高工路口交通型態複雜，試辦「下橋仔」站(往霧峰方向)取消停靠
- 2023年4月27日：281路(含副、延)路起端點由「帝國製糖廠」站調整至「綠空鐵道(復興東路)」站，新建國市場周邊仍維持於「新建國市場(1號門)」站候車
- 2023年5月15日：281副路新增「五光復光三巷口」雙向站位
- 2023年9月11日：進行路線更動及班次調整，281 延路線延駛至「新光里（新福路）」站及「朝陽科技大學第二宿舍」站
- 2023年12月31日：281路(含延)及281副取消停靠「進士公園(樹王路)」站位。[8]
- 2024年11月1日：281路(含延)及281副調整發車時刻
- 2025年6月20日：「東光旱溪街口」站更名為「樂成宮」
- 2025年8月1日：281延路新增「精武車站(東光路)1」(往朝陽科技大學方向) 單向站位

## 路線基本資料

### 主線
主線單程行車里數約23.5公里，單程行車時間約1小時7分，去程67站，回程75站。
自帝國製糖廠起，沿進德路、樂業路、復興路四段、大智北路、復興路四段、南京路、建國路、台中路、復興路、五權南路、高工路、樹王路、新興路、大里路、五光路、光明路、五光路、環中路、福泰街、溪南路、太明路、四德路、樹仁路、中正路到霧峰農工。返程則相反。

#### 主線平日時刻表
- 時刻表僅供參考，請以中台灣客運網站公告為準。

| 綠空鐵道開時刻 | 綠空鐵道開備註 | 霧峰農工開時刻 | 霧峰農工開備註 |
| 07:30          | -              | 05:50          | -              |
| 07:40          | -              | 06:05          | -              |
| 08:35          | -              | 06:45          | -              |
| 11:00          | -              | 09:20          | -              |
| 11:40          | -              | 10:00          | -              |
| 14:10          | -              | 12:40          | -              |
| 15:00          | -              | 13:20          | -              |
| 17:20          | -              | 15:40          | -              |
| 18:30          | -              | 16:20          | -              |
| 18:50          | -              | 16:40          | -              |

#### 主線假日時刻表
- 時刻表僅供參考，請以中台灣客運網站公告為準。

| 綠空鐵道開時刻 | 綠空鐵道開備註 | 霧峰農工開時刻 | 霧峰農工開備註 |
| 07:10          | -              | 05:50          | -              |
| 08:10          | -              | 06:45          | -              |
| 11:10          | -              | 09:40          | -              |
| 14:50          | -              | 13:00          | -              |
| 18:00          | -              | 16:20          | -              |
| 18:20          | -              | 16:30          | -              |

### 副線
副線單程行車里數約27.8公里，單程行車時間約80分鐘，去程88站，回程96站。
自帝國製糖廠起，沿進德路、樂業路、復興路四段、大智北路、復興路四段、南京路、建國路、台中路、復興路、五權南路、高工路、樹王路、新興路、大里路、五光路、環中路、中山路、三民街、新興路、五光路、溪南路、太明路、四德路、樹仁路、中正路到霧峰農工。返程則相反。

#### 副線時刻表
- 時刻表僅供參考，請以中台灣客運網站公告為準。

| 綠空鐵道開時刻 | 綠空鐵道開備註 | 霧峰農工開時刻 | 霧峰農工開備註 |
| 11:00          | -              | 09:10          | -              |
| 14:40          | -              | 12:50          | -              |

### 延駛
延駛單程行車里數約23.5公里，單程行車時間約1小時16分，去程85站，回程90站。
自新光里(新福路)起，沿新福路、中山路四段、東光路、建成路、樂業二路、進德路、復興東路、復興路四段、大智北路、新民街、建國路、台中路、復興路三段、五權南路、高工路、樹王路、新興路、大里路、五光路、光明路、五光路、環中路、福泰街、溪南路、太明路、四德路、樹仁路、中正路、吉峰路、吉峰東路到朝陽科大第二宿舍。返程則相反。

#### 延駛平日時刻表
- 時刻表僅供參考，請以中台灣客運網站公告為準。

| 台中市公車281路延駛平日時刻列表 | 台中市公車281路延駛平日時刻列表 | 台中市公車281路延駛平日時刻列表 | 台中市公車281路延駛平日時刻列表 | 台中市公車281路延駛平日時刻列表 |
| ------------------------------- | ------------------------------- | ------------------------------- | ------------------------------- | ------------------------------- |
| 新光里開時刻                    | 新光里開備註                    | 朝陽科技大學第二宿舍開時刻      | 朝陽科技大學第二宿舍開備註      |                                 |
| 05:40                           | -                               | 07:40                           | -                               |                                 |
| 06:10                           | -                               | 08:20                           | -                               |                                 |
| 06:40                           | -                               | 09:00                           | -                               |                                 |
| 09:40                           | -                               | 11:40                           | -                               |                                 |
| 10:30                           | -                               | 12:30                           | -                               |                                 |
| 11:00                           | -                               | 13:00                           | -                               |                                 |
| 14:40                           | -                               | 16:40                           | -                               |                                 |
| 15:10                           | -                               | 17:10                           | -                               |                                 |
| 15:30                           | -                               | 18:00                           | -                               |                                 |

#### 延駛假日時刻表
- 時刻表僅供參考，請以中台灣客運網站公告為準。

| 新光里開時刻 | 新光里開備註 | 朝陽科技大學第二宿舍開時刻 | 朝陽科技大學第二宿舍開備註 |
| 05:40        | -            | 07:40                      | -                          |
| 06:10        | -            | 08:20                      | -                          |
| 06:40        | -            | 09:00                      | -                          |
| 09:40        | -            | 11:40                      | -                          |
| 10:30        | -            | 12:30                      | -                          |
| 11:00        | -            | 13:00                      | -                          |
| 14:40        | -            | 16:40                      | -                          |
| 15:00        | -            | 17:10                      | -                          |
| 15:30        | -            | 18:00                      | -                          |

### 收費
依里程計費；刷電子票證10公里免費

### 停站
參見右側路線圖

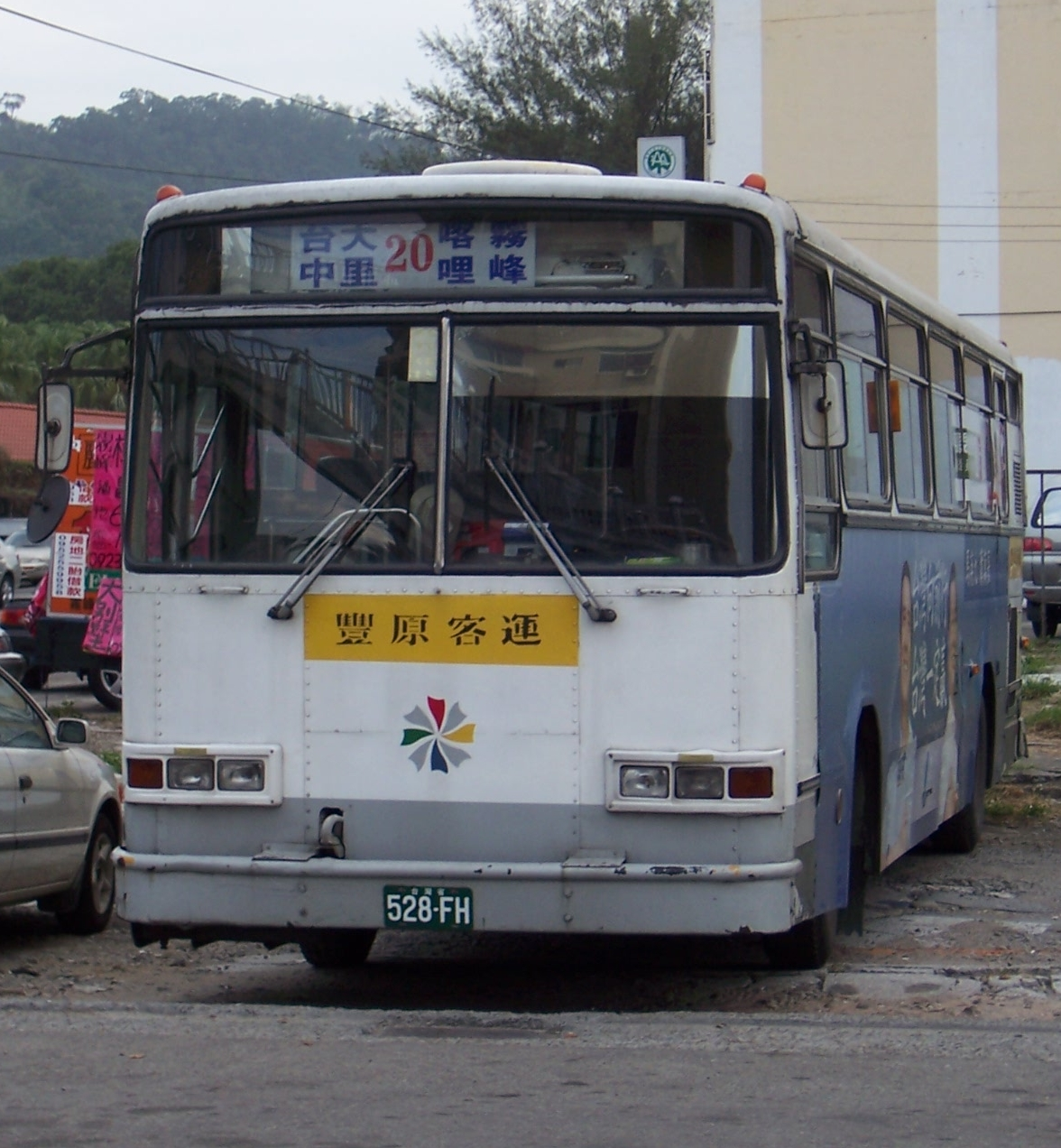
豐原客運「台中－大里－霧峰」公路客運路線（公司自行編為 20 路，後 6523 路，今 281 路），停在霧峰國小附近。